# Boiotos (Sohn des Itonos)
Boiotos (altgriechisch Βοιωτός Boiōtós), Sohn des Itonos und der Melanippe, ist eine Gestalt der griechischen Mythologie.
Er war ein Enkel des Amphiktyon und Namensgeber des Volkes der Boiotier.
In einer anderen Version der Legende gebar Melanippe dem Poseidon die Zwillinge Boiotos und Aiolos.